# كورا دو بوا
كانت كورا أليس دو بوا (بالإنجليزية: Cora Alice  Du Bois) (وُلدت في 26 أكتوبر من عام 1903، توفيت في 7 أبريل من عام 1991) عالمة أنثروبولوجيا ثقافية أمريكية وشخصية رئيسة في دراسات الشخصية وفي الأنثروبولوجيا النفسية بوجه أعمّ.

## نشأتها وتعليمها
وُلدت دو بوا في مدينة نيويورك ف يوم 26 أكتوبر من عام 1903، لماتي شرايبر دو بوا وجين دو بوا، مهاجران إلى الولايات المتحدة من سويسرا. أمضت معظم طفولتها في نيو جيرسي، حيث تخرجت من الثانوية في بير أمبوي. أمضت عامًا في دراسة علوم المكتبات في مكتبة نيويورك العامة ثم ارتادت كلية بارنارد، لتتخرج بدرجة بكالوريوس الآداب في قسم التاريخ عام 1927. حازت على شهادة ماجستير في التاريخ من جامعة كولومبيا عام 1928.
انتقلت دو بوا إلى كاليفورنيا لدراسة الأنثروبولوجيا إلى جانب الأخصائيين الأميركيين الأصليين ألفرد إل. كروبر وروبرت لوي، بعد أن شجعها إزاء ذلك دورة في الأنثروبولوجيا درّسها روث بندكت وفرانز بواس في كولومبيا. تلقت درجة الدكتوراه في الأنثروبولوجيا في جامعة كاليفورنيا، بيركلي في عام 1932.

## باكورة أعمالها
في البداية، كانت عاجزة عن كسب منصب جامعي، وذلك جزئيًا نتيجة التحيز ضد الأكاديميات النساء. بقيت في بيركلي كزميلة تدريس ومساعدة في الأبحاث من عام 1932 حتى 1935. أجرت بحثًا إثنوغرافيًا عن الإنقاذ على عدة مجموعات من الأمريكيين الأصليين من شمال كاليفورنيا ومنطقة الشمال الغربي الهادئ، من بينهم هنود وينتو من كاليفورنيا الشمالية. نشرت رقصة الطيف من عام 1870 في عام 1939، وهي دراسة حول حركة دينية سادت بين الأمريكيين الأصليين في الولايات المتحدة الغربية.
في عام 1935، تلقت دو بوا زمالة في مجلس الأبحاث الوطني لتتولى تدريبًا سريريًا وتكتشف علاقات تعاونية ممكنة بين الأنثروبولوجيا والطب النفسي. أمضت ستة أشهر في مشفى بوسطن للاضطرابات العقلية، ما أصبح الآن مركز ماساتشوستس للصحة العقلية، وستة أشهر في مجتمع نيويورك للتحليل النفسي. عملت في نيويورك مع الطبيب النفسي أبرام كاردينر، الذي أصبح مرشدها ومعاونها في عديد من المشاريع المتعلقة بالتشخيص عبر الثقافي والدراسات التحليلية النفسية للثقافة. درّست دو بوا في كلية هنتر في عامي 1936 و1937 بينما كانا يطوران مشروع عمل ميداني لاختبار أفكارهما الجديدة.